# Нечаевка (Бурынский район)
Неча́евка (укр. Нечаївка) — село,
Гвинтовский сельский совет,
Бурынский район,
Сумская область,
Украина.
Код КОАТУУ — 5920982403. Население по переписи 2001 года составляло 255 человек.

## Географическое положение
Село Нечаевка находится на левом берегу реки Сейм,
выше по течению на расстоянии в 6 км расположено село Октябрьское (Путивльский район),
ниже по течению на расстоянии в 1 км расположено село Духановка (Конотопский район).
На расстоянии в 2 км расположено село Гвинтовое.
Река в этом месте извилистая, образует лиманы, старицы и заболоченные озёра, в том числе озеро Коничево.

## История
Местные жители издавна занимались рыболовством и плетением сетей.
В Российском государственном историческом архиве (СПБ) хранится "Дело о выкупе временнообязанными крестьянами земельных наделов у князя Барятинского В.И. Путивльского уезда: деревни Нечаевки. (Kурская губ.) за 1863 - 1864 гг.
Для дел фонда 577 не характерна информация биографического характера.
В фонде 577, Главное выкупное учреждение МФ, хранятся документы о проведении выкупной операции по Положению от 19 февраля 1861 г. о выкупе временнообязанными крестьянами земельных наделов в имениях помещиков различных губерний Российской империи.
В делах о выкупе имеются материалы, отражающие проведение выкупной операции: уставная грамота, мирской приговор, отчет о переводе крестьян на выкуп и составлении отчетов по выкупным платежам.
Посемейных списков временнообязанных крестьян с указанием полученного ими земельного надела в делах не имеется, как нет там и биографических сведений ни о землевладельце, ни о крестьянах.
Крайние даты: 7 ноября 1863 г. - 6 октября 1864 г.
РГИА, фонд 577, опись 17, дело 2410

## Экономика
- Молочно-товарная ферма.

## Объекты социальной сферы
- Фельдшерско-акушерский пункт.